# چیهیرو فوجیئوکا
چیهیرو فوجیئوکا (انگلیسی: Chihiro Fujioka؛ زادهٔ ۲۴ اکتبر ۱۹۵۹) آهنگساز، و تهیه‌کننده بازی ویدئویی اهل ژاپن است.